# 余宜阁
余宜閣（義大利語：Giovanni Francesco de Nicolais；?—1737年12月27日），是天主教義大利籍總主教及方濟會會士。曾任南京教區主教（1691年-1696年）和湖廣宗座代區牧宗座代牧（1696年-1737年）。

## 生平
余宜閣出生於義大利列蒂省的市鎮萊奧內薩，加入方濟會，並被派遣前往當時處於禁教時期的中國傳教。1688年3月29日，時任教宗諾森十一世給予首位國籍主教羅文藻特權，可自由選擇繼承權的代理主教。羅主教推舉意大利籍副主教余宜閣神父成為繼承者。1691年，羅文藻主教去世，余宜閣自動接任成為南京教區第二任正權主教。
1696年，聖座從福建宗座代牧區劃出湖廣省成立湖廣宗座代區。同年10月12日，余宜閣主教獲時任教宗諾森十二世改任為湖廣宗座代區首任宗座代牧，領銜黎巴嫩貝魯特教區主教。1700年3月7日，在羅馬晉牧。
1712年8月20日，余主教獲時任教宗克勉十一世升任為總主教，領銜希臘米拉總教區總主教。1737年12月27日，余總主教在義大利教宗國羅馬去世。